# 依諾增爵八世
依諾增爵八世（拉丁語：Innocentius PP. VIII；1432年—1492年7月25日）原名若翰·奇博（Giovanni Battista Cibo），1484年8月29日當選教宗，同年9月12日即位至1492年7月25日為止。他是意大利人。

## 早年
諾森八世于義大利热那亚出生，1467年被提升为薩沃納省教區主教，1472年出任莫尔费塔總教區總主教，1473年被提升为樞機。

## 在位期间
教宗思道四世死后，枢机團内部派别争斗非常严重，罗马街头甚至爆发动乱，在諾森八世当选前夜，他在教宗選舉秘密會議賄選才得以当选。他本人身体多病，又没有多少威信，因此他当任时天主教会的政治主要是由他的前任思道四世的侄子儒略·德拉·罗韦雷来操纵。后来罗韦雷自己也当选教宗，是为儒略二世。
諾森八世当选后于1484年发表了一部教宗诏书，尤其激起了在德意志的獵巫運動的迫害，和加强了西班牙的宗教裁判所。
同时他还呼吁组织十字军，但实际上为了改善他的经济状况，他与奥斯曼帝国苏丹巴耶塞特二世的关系不错。他扣押了巴耶塞特二世的兄弟和最强的竞争者傑姆蘇丹，为此巴耶塞特二世每年向他进贡（估计四万個杜卡特），还交给諾森八世传说中刺入耶稣胁部的命运之矛。
虽然如此，由于諾森八世生活奢侈腐败，他依然常常缺钱，有时他甚至典当他的三重冕和聖座的宝藏。
在意大利内部的政治上他与那不勒斯国王的冲突尤其严重。军事力量强大的那不勒斯国王拒絕向諾森八世交税，而法国国王查理八世又违约不肯帮助依諾增爵出兵。1486年諾森八世只好与那不勒斯谈和，但是此后不久那不勒斯又撕毁了和约。最后1492年諾森八世的儿子与美第奇家族通婚，同时他将他的一个孙女嫁给那不勒斯国王的一个叔叔才平息了这场战争。

## 其他
諾森八世有众多儿女，当时罗马的一首歌嘲笑地说：“他产了八个无用之子，以及同样多的女儿，他真的可以被称为罗马之父”（拉丁語：Octo nocens pueros genuit, totidemque puellas; hunc merito poterit dicere Roma patrem）。罗马之父是教宗之意，雙關語。他也大量使用裙带关系，为自己的亲人谋权图富。
諾森八世有许多非常激烈的批评者。其中最有势力的是道明会修士薩佛納羅拉，萨佛纳羅拉非常激烈地批评教宗国的腐败和奢侈。由于萨佛纳羅拉正确地预言了諾森八世的死日，这使得他获得了许多追随者。
当时的一本反教宗的野史《罗马城日记》（Diarium urbis Romae）记载了许多关于諾森八世的轶事，其中包括他死前命人割开三个十岁的童男的动脉来为他输血以获取这些童男的青春。但是这些报道没有第三资料的证实。

## 譯名列表
- 八世：天主教香港教區禮儀委員會：禧年專頁 （页面存档备份，存于）作。
- 因特八世：《世界人名翻譯大辭典》1993年版作因诺森特。
- 英八世：《大英簡明百科知識庫》2005年版[永久]作英诺森。
- 八世：香港天主教教區檔案　歷任教宗作。
- 八世：天主教天津教区作。